# Theodore S. Wilkinson
Theodore Stark Wilkinson, född 18 december 1847 i Plaquemines Parish i Louisiana, död 1 februari 1921 i New Orleans i Louisiana, var en amerikansk politiker (demokrat). Han var ledamot av USA:s representanthus 1887–1891.
Wilkinson efterträdde 1887 Louis St. Martin i representanthuset och efterträddes 1891 av Adolph Meyer.
Wilkinson är begravd på Metairie Cemetery i New Orleans.